# カタオカザクラ
カタオカザクラ (片丘桜 学名Cerasus leveilleana ( Koehne ) H.Ohba f. norioi (Ohwi) H.Ohba,2007) (Synonym: Prunus verecunda (Koidz.)  f. norioi Ohwi,1952) はバラ科サクラ属のサクラ。日本に自生するカスミザクラの一品種で、50cm程度の幼木であっても花を咲かせる幼型開花個体。

## 特徴
基本種であるカスミザクラが樹高20mを超えるのに対し、本品種は、最大でも樹高5m程度にしか成長しない樹高50cm程度の幼木でも花を咲かせるが、これは新しく伸びた枝先にも花をつけることが出来るため。

## 歴史
1945年（昭和20年）5月13日 に長野県東筑摩郡片丘村（現塩尻市）で、片丘国民学校（現塩尻市立片丘小学校）に勤務していた久保田秀夫が、生徒と一緒に学校林での草刈り作業を行っているときに樹高40～50cmで花を咲かせている桜を発見。昭和27年に新品種として登録される。
発見個体があった唯一の生息地は山林火災により焼失し、野生状態では絶滅。しかし、1948年から東京大学付属日光植物園に勤務していた発見者の久保田秀夫が接ぎ木で育てていたカタオカザクラを日光植物園に移植していたため、1株だけ原木が生き残った。
生き残った原木を元に接ぎ木苗が作られ、1984年に塩尻市役所へ里帰りした。その後、カタオカザクラ保存会などの努力により挿し木や接ぎ木で増殖に成功し、市内各所で見ることが出来る。

## 名前の由来
和名のカタオカは、発見地である片丘村に由来するが、学名のnorioiは、久保田秀夫の長男である「のりお（詔夫）」に由来する。
学名の由来となった久保田詔夫は、父である久保田秀夫がカタオカザクラを発見した年に生まれ、原産地から増殖して鉢植えで栽培しているときから「ぼくのサクラ」と呼んで愛していた。父の転勤により3才で日光へ引っ越し、鉢に植えられていた「カタオカザクラ」を園内に定植させる際には、鉢を抱えて抵抗した。その際に、「まだ名前がついていない」ことで日光植物園内へ植えたが、毎日のようにサクラを観察していた。しかし、わずか5歳8か月で急逝してしまった。その後、国立科学博物館に勤務していた大井次三郎により新品種であることが確定し、植物研究雑誌に初記載された。この際、「学名は久保田秀夫氏の令息であり、此の桜の愛好者であって、若くして長逝された詔夫氏にちなんだものである」と記載されている。

## 増殖の歴史
カタオカザクラの里帰りは、塩尻市の教育委員長をしていた古沢源七が発見者の久保田秀夫に連絡を取ったことがきっかけである。その際に、カタオカザクラの原木が日光植物園に1本だけ残されていることを知ったものの、結実は少なく、実生は高く伸びてカスミザクラに戻ってしまって花をつけないものが大半だった。加えて、原木も高齢のため増殖が難しいと考えられていたが、里帰りを望んだ両者の想いをうけ、日本花の会結城農場で5年をかけて接ぎ木を行い、増殖できた3本が里帰りし、塩尻市役所と長野県林業指導所、古沢の自宅に移植された。移植されたカタオカザクラを母樹として増殖がすすめられ、1991年6月に元の自生地である片丘地区に最初に増殖できたうちの1本が記念碑とともに植栽された。
翌年、片丘地区に「カタオカザクラ保存会」が結成され、挿し木での増殖を進めながら地域の各所に植栽し、現在では市内各所で見ることが出来る。
カタオカザクラの増殖は、保存会の指導などにより、地元の片丘小学校などでも苗木づくりや植樹活動により今でも広く親しまれている。

## 論文
- カタオカザクラ　植物研究雑誌27巻5号P148[16]